# Зизик (Дагестан)
Зизи́к (лезг. Цицик) — село в Сулейман-Стальском районе Дагестана. Входит в состав Карчагского сельсовета.

## География
Село находится на берегу реки Карчагсу, на расстоянии 11 км к северо-западу от села Касумкент, административного центра района.

## Население
| 1895  | 1926 | 1939 | 1970 | 1989 | 2002  | 2010  |
| ----- | ---- | ---- | ---- | ---- | ----- | ----- |
| 494   | ↘489 | ↘464 | ↗884 | ↘855 | ↗1079 | ↗1238 |
| 2021  |      |      |      |      |       |       |
| ↘1138 |      |      |      |      |       |       |